# Повстання у Чечні (1860—1861)
Повстання у Чечні 1860—1861 років відбулося через політику насильницьких масових переселень корінного населення, здійснюваної царською адміністрацією. Ця політика спричинила вибух народного обурення. Внаслідок бойових дій повстання було придушене.

## Історія
Ще під час Кавказької війни російські війська широко використовували масові насильницькі переселення корінного населення, окрім іншого, ще й як засіб зломити його опір. Найчастіше переселення використовувалося як превентивний захід. Після закінчення війни влада продовжувала широко користуватися цим заходом, систематично переселяючи горян у низину. Насамперед виселялися мешканці невеликих хуторів. Також виселення використовувалося для ослаблення великих гірських спільнот, які вважалися неблагонадійними. Так, восени 1859 року генералом Євдокимовим було прийнято рішення розселити бєноєвську спільноту (нині Ножай-Юртівський район). Однак до травня наступного року основна маса виселених самовільно повернулася в Беной, що було сприйнято владою як відкриту непокору.
Спочатку очолили «обурення», що спалахнуло, Байсангур Беноевський і його сподвижник Султан-Мурад Беноевський. Деякий час бєноєвці обмежувалися відмовою переселятися у вказані владою місця проживання, сподіваючись на поступки влади. Однак Євдокимов для реалізації своїх вимог надіслав війська. Тоді непокора владі набула збройного характеру. Повсталі пішли в ліси і почали невеликими групами нападати на загони солдатів. В Ічкеринському окрузі до повсталих приєдналися жителі сіл Зандак та Ачерешки. Почалися хвилювання в Аргунському окрузі. Своє співчуття повсталим висловлювали жителі дагестанської спільноти Гумбет. Лідерами стихійного виступу виявилися також Газі-Хаджі, Ума Дуєв та Атабай Атаєв. Останній був обраний повсталими своїм імамом.
До літа 1860 повстанням була охоплена велика сіл Ічкеринського округу. В Аргунському окрузі повстанці заблокували укріплені пункти Башин-Кале та Євдокимівське. Те саме вони спробували зробити і в Ічкеринському окрузі. Виникла загроза нападу на фортеці Шатой та Ведено. Були зроблені спроби захоплення деяких рівнинних сіл. Однак царські війська розгромили кілька повстанських загонів та перехопили ініціативу. Були піддані демонстративним покаранням жителі Акінської спільноти, що приєдналася до повстання, землі спільноти були передані скарбниці, а самі жителі розселені по сусідніх спільнотах, які не брали участь у повстанні.
На початку серпня до Ічкерінського округу були направлені додаткові війська. Було створено три угруповання, які з різних боків почали наступ на центр повстання — село Беной. Повсталі нападали на війська із засідок, здійснили низку раптових рейдів. Рух військ сильно сповільнився. Проте наприкінці вересня село було захоплене. Проте це призвело до завершення повстання. Повсталі знову повернулися до партизанських дій, що знову призвело до перелому під час повстання на користь повсталих.
Владі довелося направити до регіону додаткові війська. Командирами великих загонів російських військ були Муса Кундухов і Орцу Чермоєв. Внаслідок розгрому повсталих в одному з боїв в Аргунській ущелині останнім довелося дрібними групами сховатися в горах. Для переслідування тих, хто сховався, створювалися «летючі» загони. Переважна більшість військ займалася репресіями проти населення. Було зруйновано 15 великих сіл та безліч дрібних хуторів, на рівнину були насильно переселені понад 1200 горян.
Байсангур Беноєвський був схоплений і повішений. У листопаді 1861 здався Атабай Атаєв, а ще через місяць — Ума Дуєв. Обидва були заслані, перший — до Смоленська, а другий — до Псковської губернії.
У повстанні не брали участь жителі рівнинної Чечні, оскільки в них не так сильно, як у горян відчувався земельний голод. Крім того, вони встигли відчути користь економічних зв'язків із Росією. Влада ж зробила висновок про необхідність посилення контролю над місцевим населенням. З цією метою передбачалося провести масове переселення чеченців до Туреччини. Тих горян, що залишаться в Російській імперії, передбачалося розселити на рівнину. З цією метою планувалося вилучити 140 тисяч десятин землі у Бековичів-Черкаських у Малій Кабарді. Розселення планувалося завершити за 5-6 років.